# Duomyia capnodes
Duomyia capnodes är en tvåvingeart som beskrevs av Mcalpine 1973. Duomyia capnodes ingår i släktet Duomyia och familjen bredmunsflugor. Inga underarter finns listade i Catalogue of Life.